# نادي الشعر في البصرة

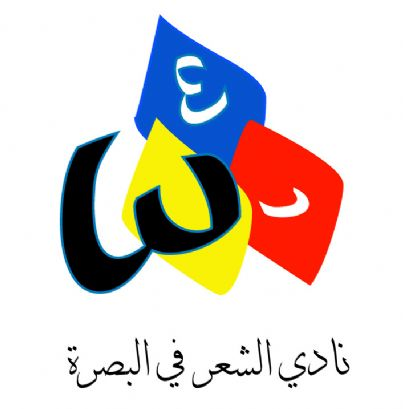
لوغو النادي من تصميم الفنان صدام الجميلي

نادي الشعر في البصرة وهو ملتقى أدبي شعري أسس في البصرة في عام 2007 على يد الشعراء علي محمود خضير وصفاء عبد العظيم ومسار رياض وحسن هاني وحسام لطيف البطاط وجرى من خلال فعالياته تنظيم ندوات ادبية وامسيات شعرية واحتفاءات بشكل اسبوعي اتسمت بطابع نوعي حاول الخروج عن سياقات الندوات الادبية آنذاك فتم الاحتفاء ببودلير وسركون بولص وتقديم جيل من الشعراء الشباب الذين شكلوا حضوراً ادبياً في السنوات اللاحقة في المشهد الشعري العراقيّ.
- أن اتحاد ادباء البصرة طالب بضم النادي اليه وتنظيم انتخابات والتي ستجري في عام 2008 حيث ستستلم إدارة جديدة النادي لتتوقف فعالياته بعد فترة وجيزة قبل أن يعاد إلى الحياة مطلع العام 2015 في جلسة قدمها رئيس النادي بالتكليف الدكتور محمد طالب الاسدي بمشاركة كل من الشعراء: هيثم عيسى، علي محمود خضير، ثامر سعيد، منذر خضير، كاظم مزهر، حسام البطاط، عبد الكريم الياسري، عبد الباقي عبود، مهند حسن الشاوي وحضرها جمع من نخبة مثقفي المدينة وادبائها يتقدمهم القاص الرائد محمد خضير والكاتب المسرحي بنيان صالح.